# Вільгельм Лібкнехт
Вільгельм Лібкнехт (нім. Wilhelm Philipp Martin Christian Ludwig Liebknecht; 29 березня 1826, Гіссен, Велике герцогство Гессен, Німеччина — 7 серпня 1900, Шарлоттенбург, Берлін) — радикально-демократичний революціонер, засновник Соціал-демократичної партії Німеччини (СДП), батько Карла Лібкнехта.

## Життєпис

### Ранні роки

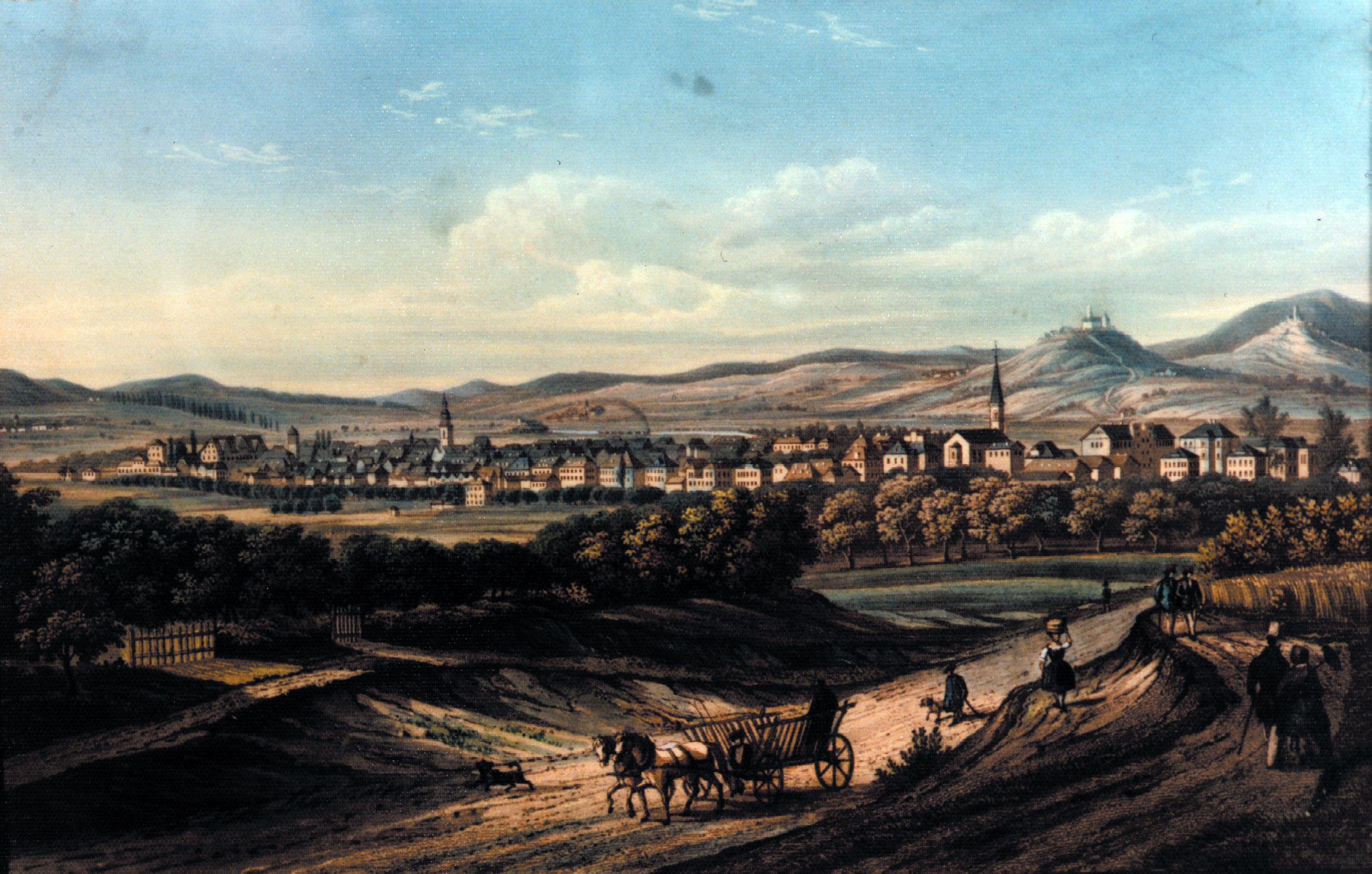
Гіссен, рідне місто Лібкнехта. Початок 19-го ст.

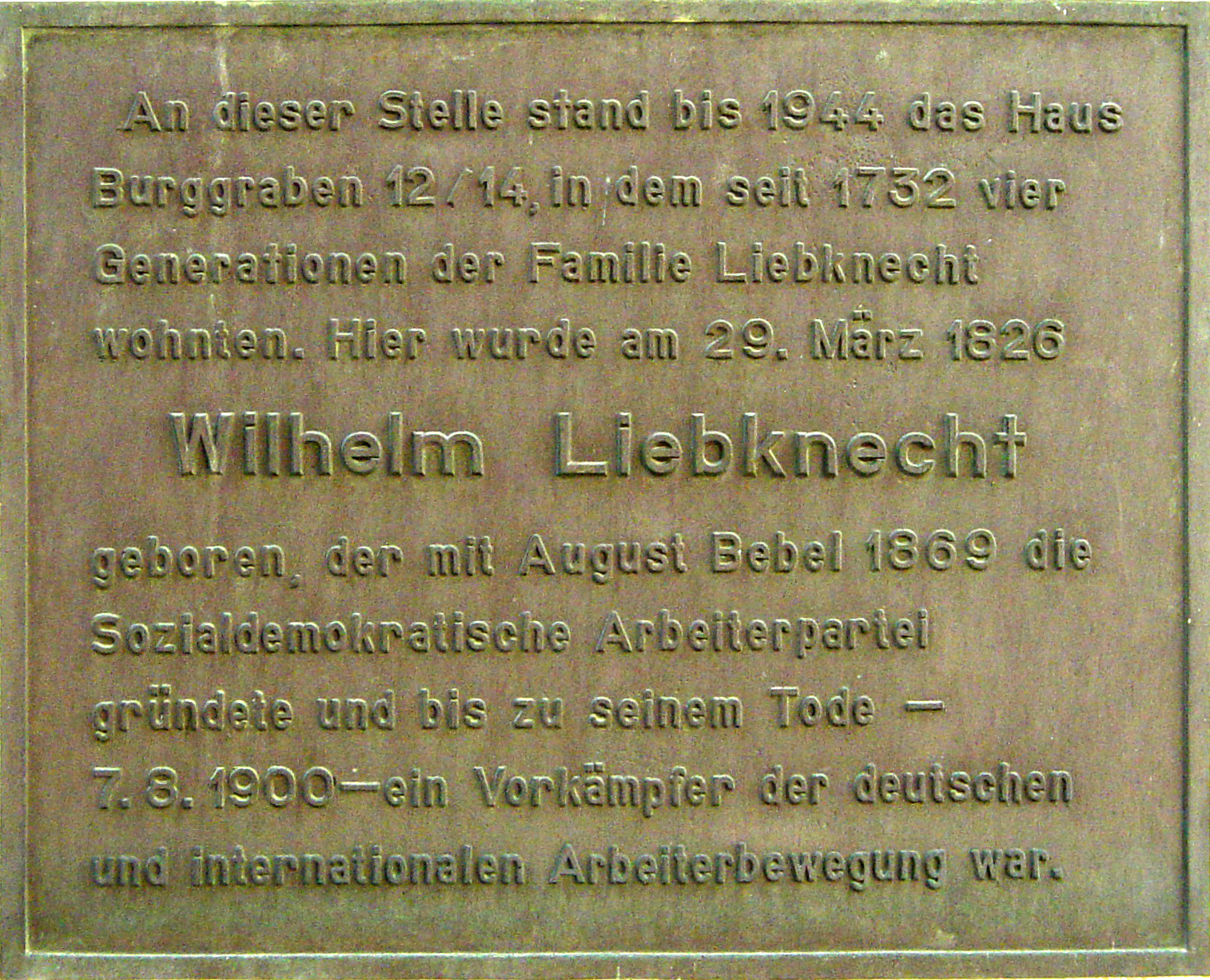
Дошка на місці будинку, де народився Лібкнехт (зруйнований у 1944 р.)

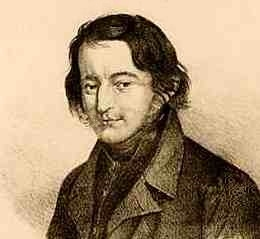
Фрідріх Людвіг Вайдіг (1791—1837), вуйко Лібкнехта

Після ранньої смерті своїх батьків, Людвіга Христиана Лібкнехта (Ludwig Christian Liebknecht, 1787—1832), і його дружина Катерина (Katharina), уроджена Хірш (Hirsch, 1803—1831), Вільгельм Лібкнехт виріс з 1832 з братами і сестрами в опікуна, кандидата богослов'я Карла Вільгельма Освальда (Karl Wilhelm Oßwald, 1789—1845). В рідному Гіссені він вчився у гімназії і закінчив її у 1842 р. На його долю дуже впливив вуйко, пастор євангельської церкви Фрідріх Людвіг Вайдіг (Friedrich Ludwig Weidig)? своїми соціальними і політичними настановами, які визначили подальше життя молодого Лібкнехта.
Вільгельм Лібкнехт навчався 1843—1847 в різних університетах: Спочатку в Гіссені вивчав філологію та протестантську теологію, потім один семестр філософію в Берліні, а далі в Марбурзі. Ще студентом Вільгельма Лібкнехта наблизився до руху за демократичні права і національного об'єднання Німецького союзу в національну державу. Однак більше захоплювався соціалістичними ідеями Сен-Симона, ніж метою побудови національної держави. Під час навчання в Берліні Лібкнехт в середині 1845 р. вступив у контакті з прихильниками революційного польського національного руху. Він дізнався про заплановане повстання у Польщі, але його підготовка була викрита і воно було придушене ще в зародку. Під час дворічного судового процесу над організаторами повстання був арештований на короткий час і Лібкнехт.
В серпні 1846 р. Лібкнехт вперше виступив публічно як один з лідерів і речників студентства Гіссену і брав участь у подальших студентських заворушеннях. Обставини склалися так, що він мав покинути університет і деякий час думав в про еміграцію до Америки. Однак з початком Лютневої революції у Франції він їде до Парижу, де активно долучається до боротьби повстанців, а коли полум'я революції перекидається на Німеччину, він повертається на батьківщину і долучається до постання радикальних демократів під проводом Густава Струве (Gustav Struve). Після поразки повстання Лібкнехт був заарештований і провів сім місяців у в'язниці.

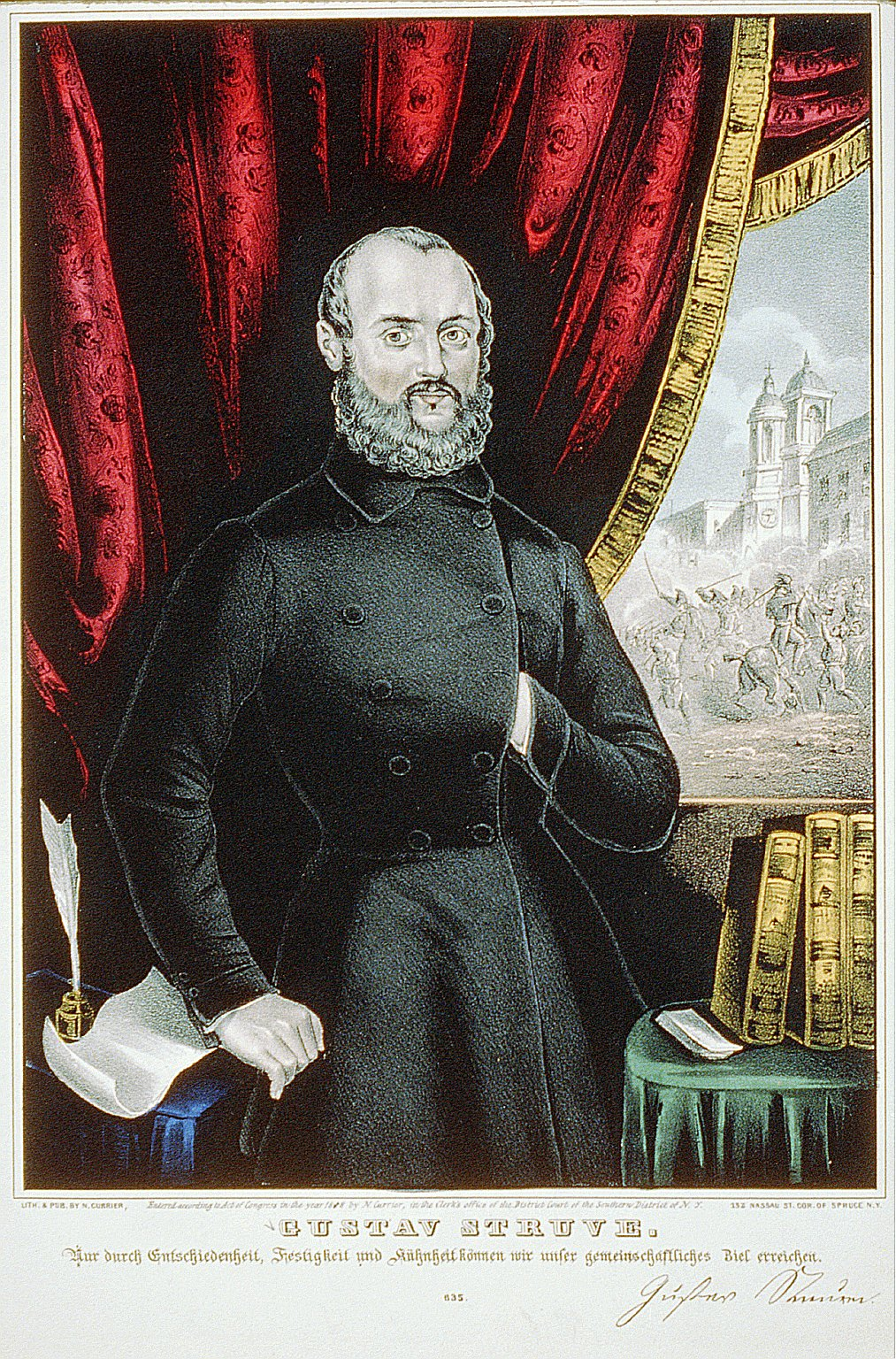
Густав Струве (1805—1870), безпосередній начальник Лібкнехта і мангаймському робочому батальйоні

Наприкінці Березневої революції Лібкнехт вступає у фольксвер. Як лейтенант маннгаймського робочого батальйону він був ад'ютантом Густава Струве. Революційна боротьба в основному була успішною. В багатьох землях Німеччини почалися реальні демократичні зміни.

### На еміграції

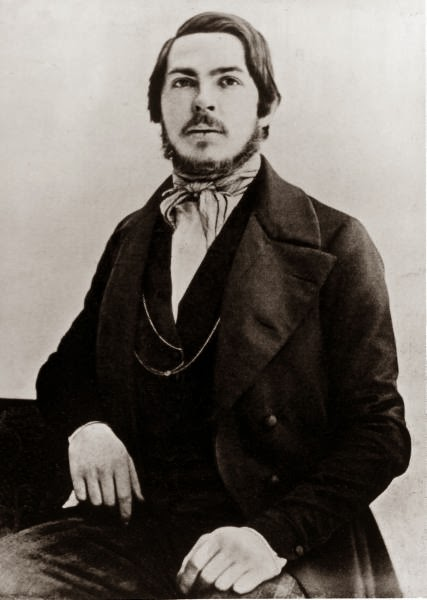
Фрідріх Енгельс (1820—1895). Дагеротипний портрет 1840-ті роки.

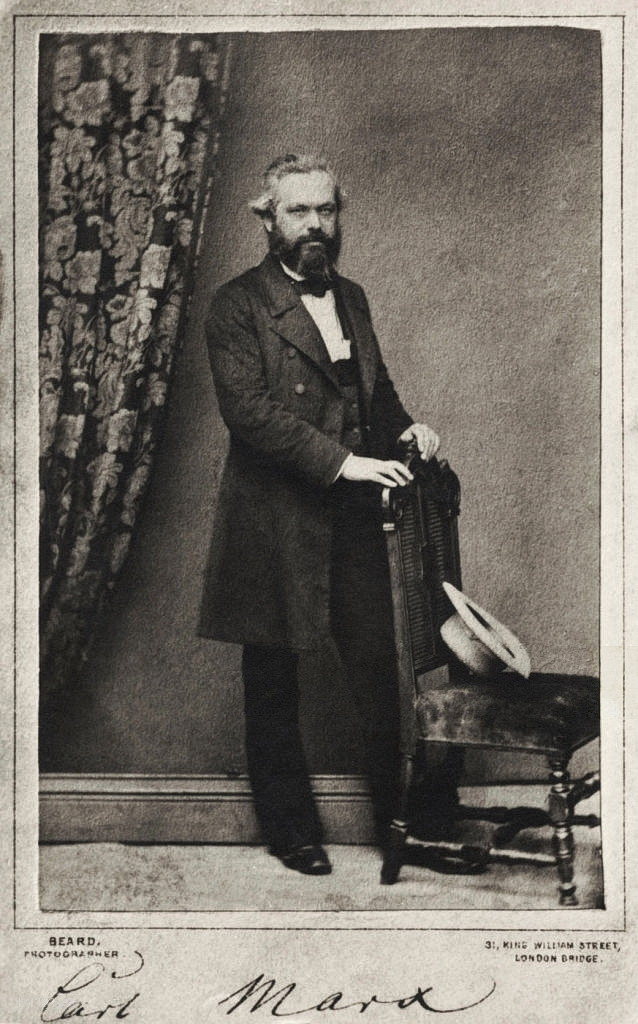
Карл Маркс (1818—1883). Фото Річарда Бірда (Richard Beard), Лондон до 1860.

Після придушення революції прусськими військами в липні 1849 Лібкнехту загрожував арешт і, щоб його уникнути, він спочатку перебрався до Швейцарії, де познайомився з Фрідріхом Енгельсом, котрий теж в цей час переховувався у Швейцарії після участі в революційних подіях в Бадені. Ініціатива об'єднання робочих організацій в Швейцарії призвела до арешту Лібкнехта 20 лютого 1850 і до його висилки з обвинуваченням у «соціалістичній діяльності» 7 квітня того ж року. Через Францію Вільгельм Лібкнехт переїхав до Англії. У Лондоні він вступив у Союз комуністів, який існував з 1847 р. і в 1852 р. був розпущений. Тут він знову зустрівся з Енгельсом і через нього вступив у контакт з Карлом Марксом, з яким у нього встановилися дружні стосунки на довгі роки. Соціалістичні погляди Карла Маркса значно вплинуло на подальшу політичну позицію Лібкнехта. Однак він дистанціювався від матеріалістично діалектики Маркса. При всьому сприйнятті марксистської теорії Лібкнехт не позбувся свого радикального демократичного коріння. На його думку демократія без соціалізму не була би справжньою демократією, а соціалізм без демократії не був би реальним соціалізмом. В ого очах і те і друге мали би бути пов'язані. У Лондоні Лібкнехт одружився з Ернестиною Ландольт (Ernestine Landolt), з якою познайомився ще під час революції, перебуваючи у в'язниці. Молода сім'я бідувала, перебиваючись з хліба на воду, бо заробок Лібкнехта як домашнього вчителя не дозволяв на більш пристойне життя. У 1862 р. в результаті амністії при інтронізації прусського короля Вільгельма I пара Лібкнехтів повернувся до Німеччини.

### В соціал-демократичному русі

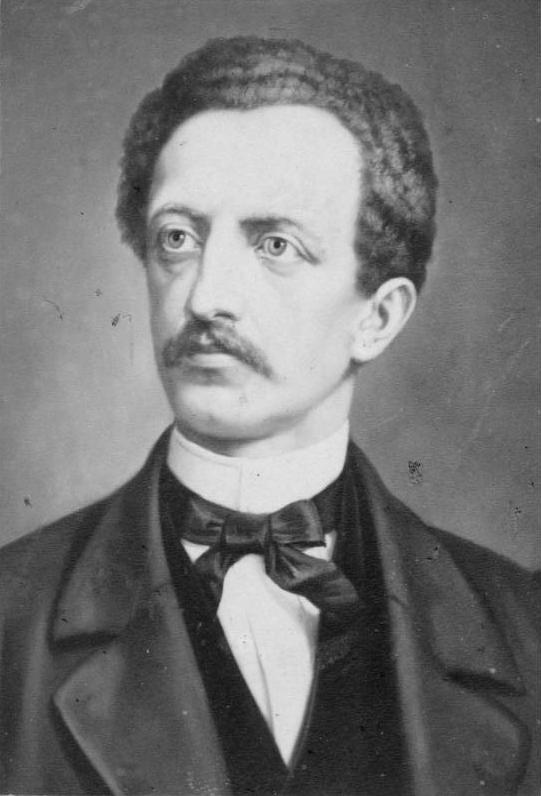
Фердінанд Лассаль (1825—1864)

У Пруссії Вільгельм Лібкнехт став в 1863 році членом Загального Німецького Робітничого Союзу (ЗНРС), недавно створеного за ініціативи Фердинанда Лассаля, предтеча пізнішої СДП. Між Лассалем і Лібкнехтом були розбіжності відносно ролі окремих держав, зокрема в Німецькій конфедерації. Лассаль вважав, що провідну роль має грати Пруссія. Були також розбіжності навколо шляхів побудови соціалістичного суспільства. У той час як Лассаль займав поступовий шлях до соціалізму шляхом реформ, Лібкнехт наполягав на революційному шляху в сенсі Маркса.

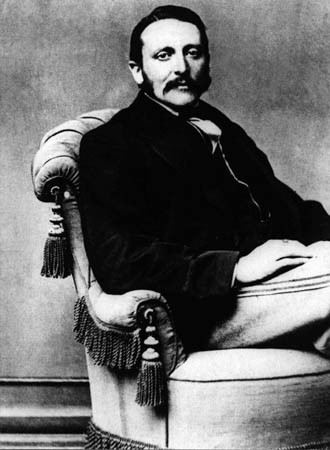
Йоганн Батист фон Швайцер (Johann Baptist von Schweitzer, 1833—1875)

Після передчасної смерті Лассаля на дуелі в 1864 р. конфлікт Лібкнехта з партією загострився. Наступник Лассаля Йогон Батист фон Швайцер (Johann Baptist von Schweitzer) не раз критикувався Лібкнехтом за автократичний стиль керівництва, і в результаті Лібкнехт був виключений з партійного комітету. Відразу після виключення Лібкнехт був висланий з Берліна і Пруссії, після чого він оселився в Лейпцигу і приєднався до саксонського робітничого союзу.

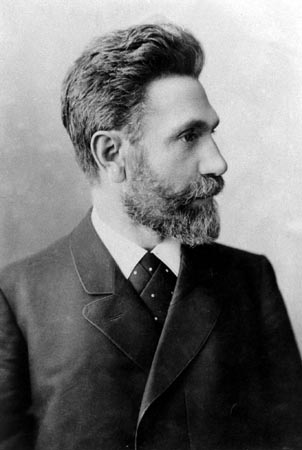
Август Бебель (August Bebel, 1840—1913). Джерело: Friedrich-Ebert-Stiftung

Тут він познайомився на 14 років молодшим Августом Бебелем, який під впливом Лібкнехта перейшов на марксистську позицію. Між Лібкнехтом і Бебелем почалося тісне політичне співробітництво, а особисті стосунки переросли у дружбу на все життя. Обидва вони були єдині у своєму неприйнятті прусського військового і поліцейського режиму та гегемонії Пруссії під прем'єрством Отто фон Бісмарка. Разом з Бебелем Лібкнехт у 1866 р. ініціював створення Саксонської народної партії як альянс між соціалістами і дрібною буржуазією антипрусського спрямування. Роком роком пізніше Бебель та Лібкнехт були обрані депутатами рейхстагу Північного Німецького союзу, де з 1868 р., вони виступали проти політики уряду Бісмарка і переважання Пруссії. У цей час смерть дружини Лібкнехта Ернестини († 1867) затьмарила його особисте життя. Але через рік після смерті Ернестини він одружився знову на Наталі Ре, яка в наступні роки народила чотирьох синів, другим з яких був Карл Лібкнехт.
У 1869 р. Саксонських народна партія була розпущена, але її домінуючою ліве крило влилося у Соціал-демократичної робочої партії (СДРП), яка був заснована з ініціативи Лібкнехта і Бебеля. Невдовзі партія як німецька секція увійшла у Міжнародний робочий союз, заснований 1864 р. і відомий тепер як «Перший Інтернаціонал». У вересні 1869 Вільгельм Лібкнехт був делегатом від СДПР на Базельському конгресі Інтернаціоналу.
Після початку франко-німецької війни в 1870 році Лібкнехт публічно виступив проти цієї війни, але утрималися 19 липня 1870 під впливом Бебеля при голосування за надання кредиту для війни проти Франції. Після перемоги Німеччини у 1871 р. Лібкнехт і Бебель заявили про свою солідарність з Паризькою Комуною і виступили проти анексії Ельзасу та Лотарингії. Обвинувачені в зраді, обидва вони були обвинувачені у державній зраді і засуджені до двох років позбавлення волі. Після звільнення з в'язниці Лібкнехт в 1874 після трьох років перерви знову був обраний від СДПР у Рейхстак тепер уже Німецької імперії.

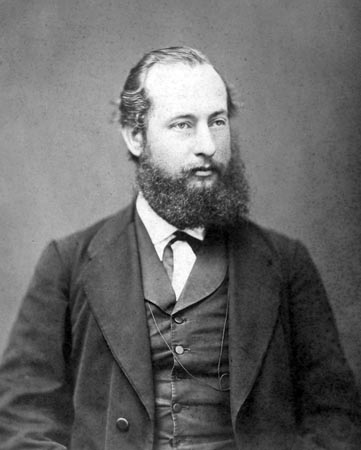
Вільгельм Газенклевер (Wilhelm Hasenclever, 1837—1889), останній президент ЗНРС

У 1875 р. у Готі СДРП об'єдналася ЗНРС у Соціалістичну Робочу Партію Німеччини (Sozialistischen Arbeiterpartei Deutschlands), скорочено СРП. Це злиття було розкритиковане Мерксом у його відомій роботі «Критика Готської програми» за поміркований еволюційний шлях до соціалізму. Вільгельм Лібкнехт був згідний з критикою Маркса, але він дивився на об'єднання робітничого руху з прагматичної точки зору, вважаючи, що єдність має більший пріоритет. Канцлер Отто фон Бісмарк визначав партію з самого початку як «ворога рейху». Його зусиллями у жовтні 1878 р. був прийнятий Антисоціалістичний закон. Протягом терміну дії закону, продовжуваного щоріно, діяльність соціал-демократії, її установ, публікації та зустрічі за межами рейхстагу і ландтагу були заборонені до 1890 р.
В ході дії закону Вільгельм Лібкнехт також особисто постраждав від репресивних заходів, незважаючи на його статус депутату. Були і арешти і заборона проживати у великих містах. У ході цих переслідувань Лібкнехт з Бебелем влаштували свою головну резиденцію у заміській віллі під Лейпцигом.

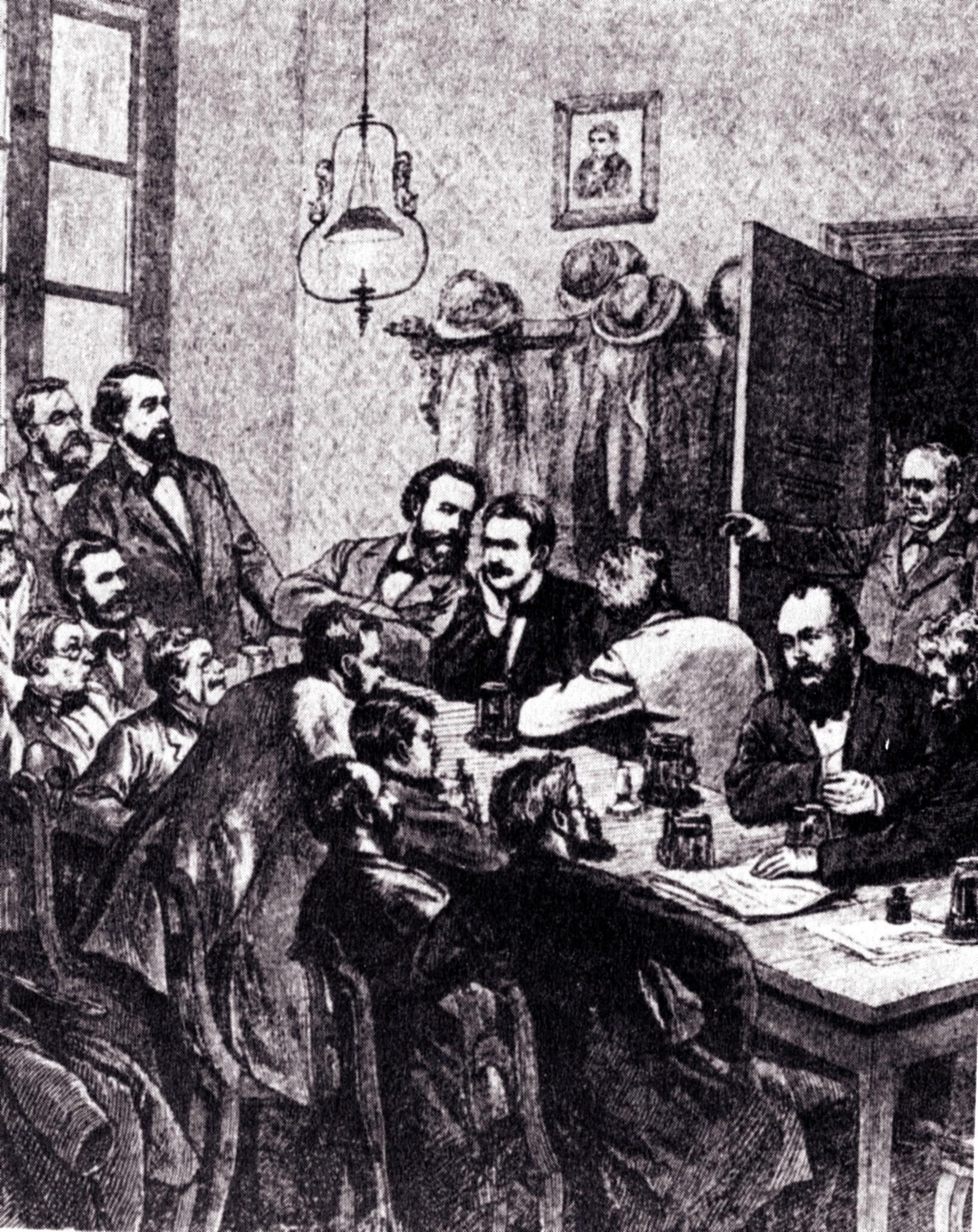
Закриття одного з соціал-демократичних зібрань. Серед інших Вільгельм Лібкнехт стоїть другим зліва від вікна і Бебель сидить біля нього

Незважаючи на репресії, СРП перетворилася у масову партію. У Рейхстагу Лібкнехт використовував своє становище депутата для гострої критики політики уряду Бісмарка, але і поза межами рейхстагу він використовував кожну можливість виступу перед громадськістю.

### Заснування Соціалістичного Інтернаціоналу

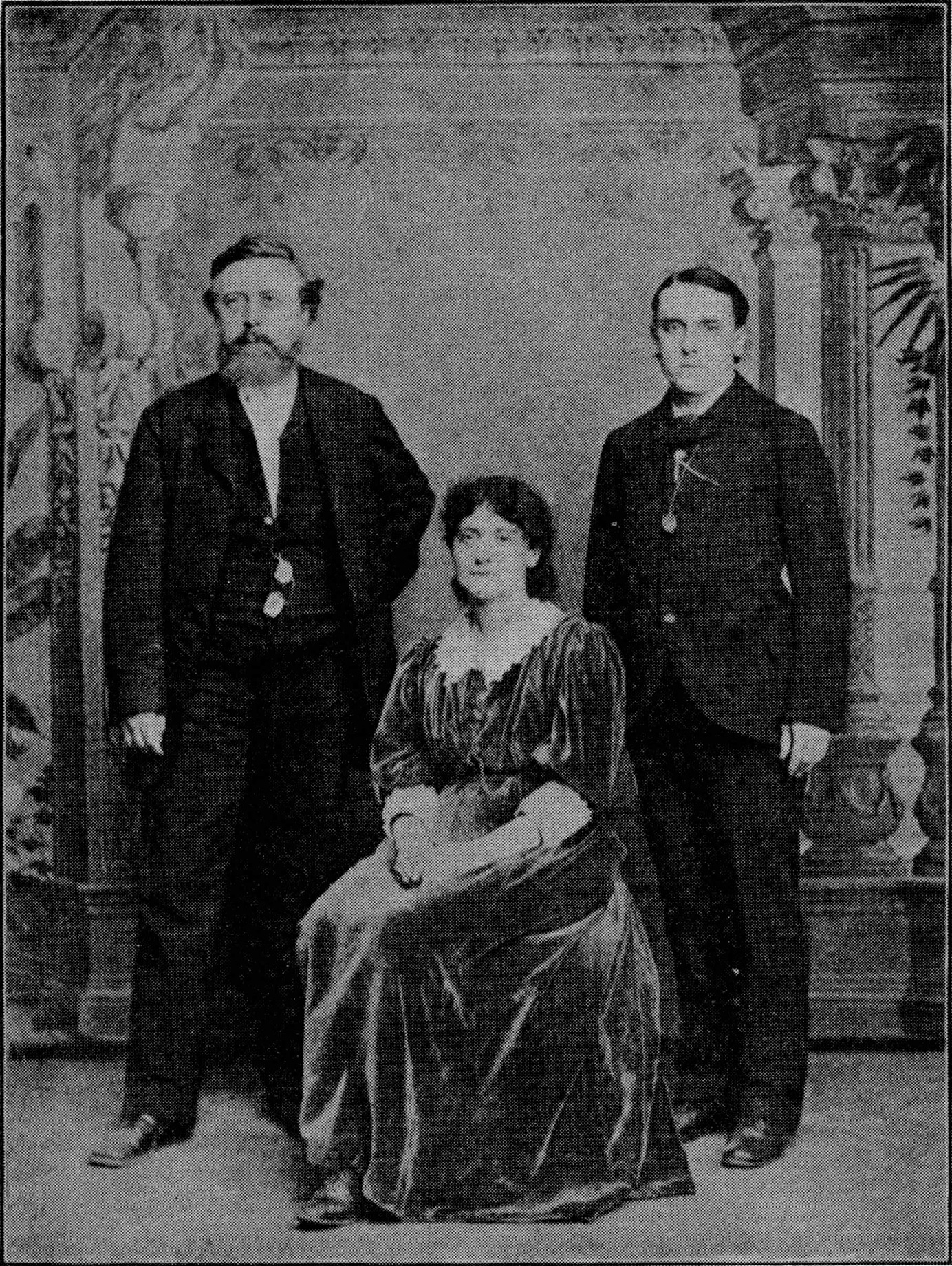
Лібкнехт з молодшою дочкою Карла Маркса Елеонорою, яка брала участь у підготовці Соціалістичного Інтернаціоналу. (Фото 1886 р. під час агітаційної поїздки до Америки).

Після поділу Першого Інтернаціоналу в 1872 році і його розв'язання, яке прослідкувало у 1876 р. через конфлікт між анархістським крилом Михайла Бакуніна і марксистським крилом, після смерті Маркса в 1883 Лібкнехт докладає зусилля до утворення нового єдності міжнародного робочого руху. З ним був згідний Енгельс, який закономірно успадкував ідеї Маркса і надалі перебував у постійному контакті з Лібкнехтом.
При заснуванні Соцінтерну в Парижі в 1889 році, для підготовки чого Лібкнехт провів основну частку роботи, СРП, незважаючи на її переслідування у власній країні, була найбільш впливовою соціалістичною партією у світі. На установчому з'їзді II Інтернаціоналу, який проходив з 14-го по 20 липня 1889 р., 85 делегатів представляли Німеччину при загальній кількості близько 400 учасників з 20 країн світу. Серед них були Август Бебель та Едуард Бернштейн (Eduard Bernstein), а також Карл Легін (Carl Legien) як представник німецького профспілкового руху; Клара Цеткін представляла соціалістичний жіночий рух, перебуваючи на вигнанні в Парижі. Лібкнехт очолив німецьку делегацію і був разом з французьким соціалістом Едуардом Вальяном (Edouard Vaillant) головою Конгресу. Серед іншого в пам'ять про жертви 1886 р. жорстоко придушеного страйку і робочого повстання у Чикаго (США) схвалив введення Першотравня як «міжнародного дня боротьби робітничого класу». Разом з цим вимога/проведення восьмигодинного робочого деня для найманих працівників повинна була би мати отримати більше і потужніше значення.

### Конституювання СПД
На виборах до рейхстагу в лютому 1890, соціал-демократи з 19,7 % голосів виборців найпотужнішою партією в Імперії, але отримали лише 35 місць у рейхстазі з 391 їх загального числа. Через декількох недоліків, таких як межі виборчих округів, вони отримали набагато менше місць, ніж мали на то право (за мірками демократичних стандартів Федеративної Республіки Німеччинаи).
Після відставки, а насправді звільнення Бісмарка на посаді канцлера 20 березня 1890 кайзером Вільгельмом II, який зайняв трон у 1888 р., у новому уряді поширилося усвідомленням того, що Антисоціалістичний закон не послабив соціал-демократію, але навіть дуже посилив. При новому канцлері Лео графі фон Капріві (Leo Graf von Caprivi) остання редакція Антисоціалістичного закону 30 вересня 1890 була відхилена, як також його нові подання, які регулярно пропонувалися пізніше.
Після скасування Антисоціалістичного закону СРП була реорганізована у 1890 р. в конгресі в Галле і в той же час перейменована на Соціал-демократична партія Німеччини (СДПН). Ця назва збереглася до наших днів, незважаючи на багато програмних змін, які настали з тих пір.
Лінія нового СДПН була визначена в Ерфуртській програмі в 1891 р. Теоретичну її частину розробив Карл Каутський при тому, що Лібкнехт домігся проведення в ній чіткої марксистської орієнтації, в той же час написаний Едуардом Бернштейном Практична частина вже вказувала на необхідність адаптації до парламентських методів і можливостей. Як головний редактор партійної газети «Vorwärts» (заборонена в 1878—1890 рр. і відновлена в 1891 відновлена) і як депутат Лібкнехт в своєму останньому десятилітті життя продовжував виступати як прихильник інтернаціонального марксизму. З цієї позиції він піддав різкій критиці домінування у Пруссії мілітаризації, особливо прискореної при Вільгельмі II модернізації імперії в поєднанні з експансивною зовнішньою політикою. Зокрема критика була спрямована на морську політику імператора як безглуздий престижний проект монарха, як і провокація для переважно морської світової держави Великої Британії. З точки зору тодішньої СДПН це викликало небезпека світової імперіалістичної війни. Відповідно до цього Лібкнехт також боровся з середини 1880-х років проти посилення колоніальної і імперіалістичної політики і відхиляв пропоновану уряду сором'язливу назву «Охоронювані райони», призначену для німецьких колоній, наприклад, в Африці та південній частині Тихого океану.
У 1189 р. 70-річний Лібкнехт був засуджений за «образу Його величності» на чотири місяці тюремного ув'язнення, яке відбував у в'язниці Plötzensee. Наприкінці свого життя «Старий» (так називали Лібкнехта в той час багато членів СДПН у вдячній повазі за працю всього його життя) виступав проти партії реформістських тенденцій, які розвинулися в партії після програмної статті Едуарда Бернштейна. У 1899 у есеї «Без компромісу нема виборчого альянсу», останній широкій письмовій роботі Лібкнехта, яку вважав своїм політичним заповітом, він обґрунтовував з широким історичним ракурсом необхідність рішучої відмови від угодовських тенденцій Бернштейна та його послідовників.

## Смерть і поховання

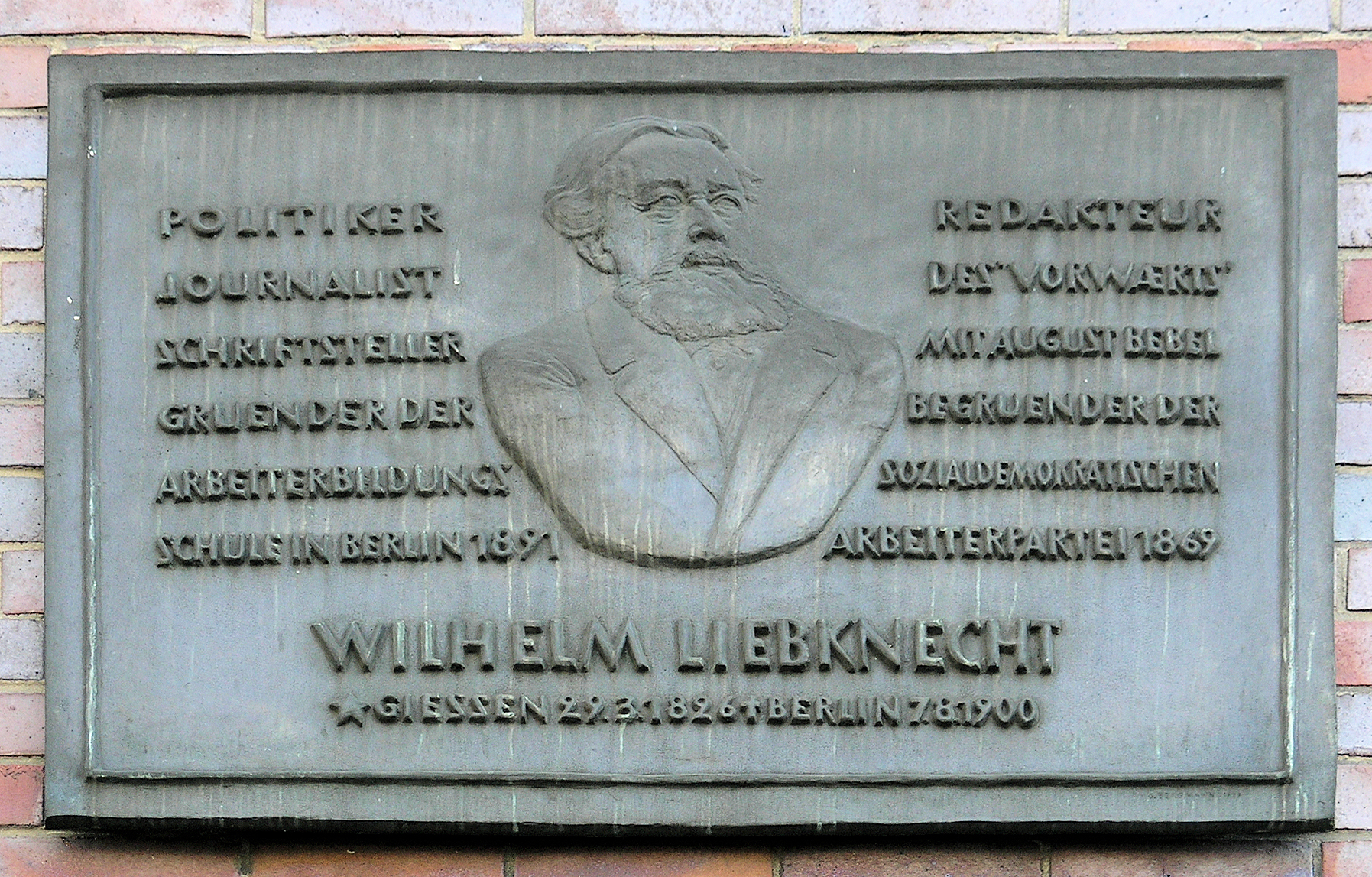
Пам'ятна дошка Лібкнехта в Берліні на Кройцбергу

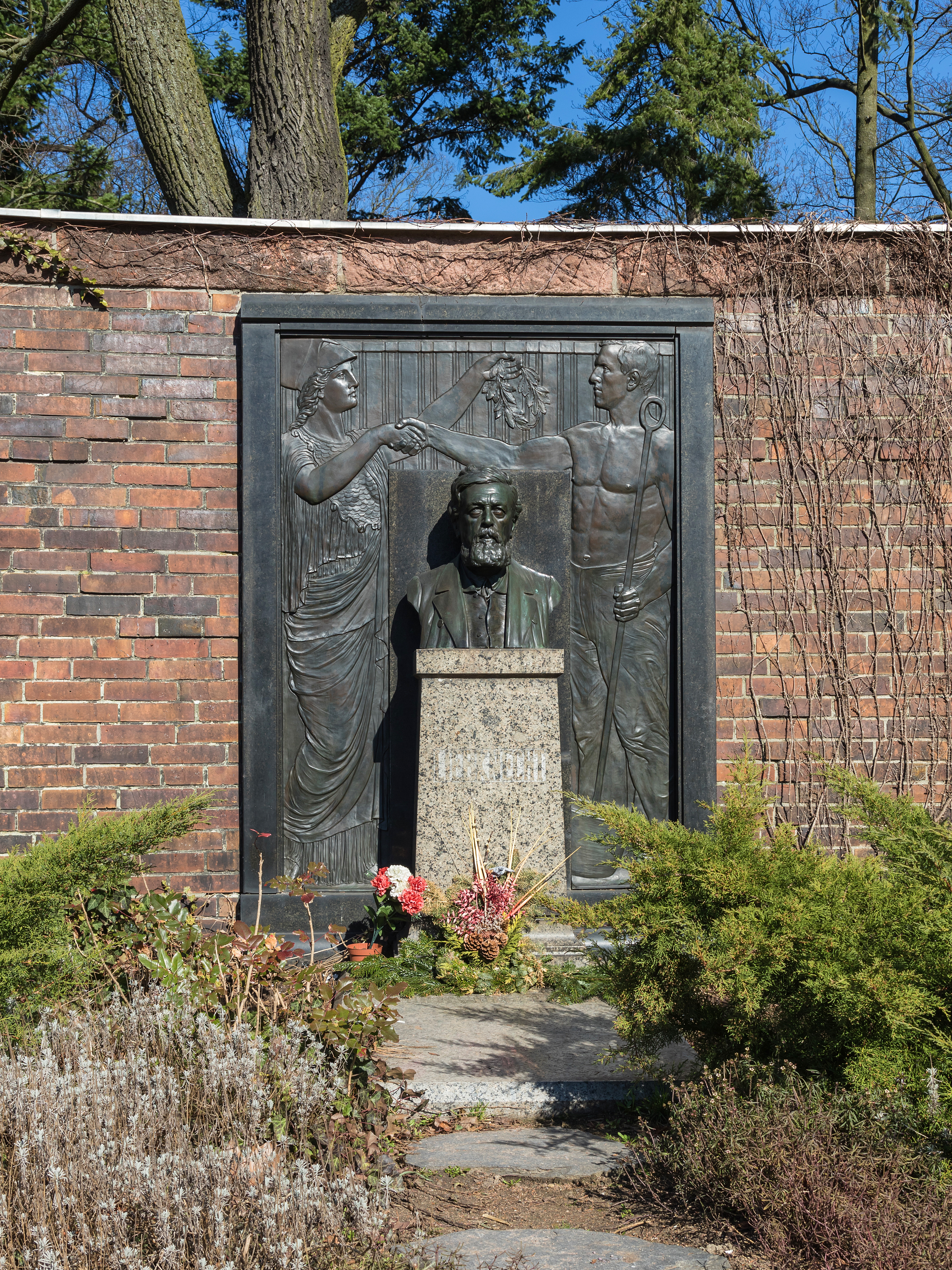
Надмогильний пам'ятник Вільгельма Лібкнехта на цвинтарі Zentralfriedhof у Берліні (округ Ліхтенберг). Пам'ятник був створений дрезденським скульптором Гайнріхом Маєм (Heinrich May). Композиція алегорично представляє єдність пролетаріату і науки..

Вільгельм Лібкнехт помер після інсульту 7 серпня 1900 року в віці 74 років у Шарлоттенбурзі (район Берліна). На його похоронах на «Соціалістичному цвинтарі», як він називається тепер, у берлінському окрузі Ліхтенберг були присутні 120000-150000 людей, в основному робітники і прихильники СДПН. Ще більше скорботних людей стояло шпалерами вздовж похоронної процесії по вулицях Берліна. Це було найбільше зібрання людей в Берліні після смерті імператора Вільгельма І дванадцять років тому. Похорон був даниною поваги «Солдатові революції».
Вільгельм Лібкнехт розглядається разом з Фердинандом Лассалем й Августом Бебелем як один з найважливіших лідерів німецької соціал-демократії з міжнародною репутацією.

## Окремі твори Вільгельма Лібкнехта
- Die politische Stellung der Socialdemokratie. Leipzig 1869. — «Політична позиція соціал-демократії».
- Zu Trutz und Schutz. Leipzig 1871, 4. verm. Auflage, Verlag der Genossenschaftsbuchdrucker, Leipzig 1874 — «Напад і захист»
- Wissen ist Macht — Macht ist Wissen. Leipzig 1872. — «Знання є владою — влада є знанням»
- Die Grund- und Bodenfrage. Leipzig 1874, Neuauflage 1876; Genossenschaftsdruckerei, 1874 — «Земельне питання»
- Was die Socialdemokraten sind und was sie wollen. 1877. -«Хто такі соціал-демократи і чого вони хочуть»
- Zur orientalischen Frage oder soll Europa kosakisch werden? Leipzig 1878. — «До східного питання або чи хоче Європа стати козацькою»
- Die Emser Depesche oder wie Kriege gemacht werden. Nürnberg 7. A. 1899. — «Емська депеша або яе робляться війни»
- Volks-Fremdwörterbuch. Leipzig 1874. — «Народний словник іноземних слів»
- Robert Blum und seine Zeit. Nürnberg 2. A. 1890. -«Роберт Блюм та його час».
- Ein Blick in die neue Welt. Stuttgart 1887. — «Погляд у новий світ».
- Geschichte der Französischen Revolution. Dresden 1890. — «Історія Французької революції»
- Robert Owen. Dresden 1892. — «Роберт Оуен»
- Karl Marx zum Gedächtnis. Nürnberg 1896. — «У пам'ять Карла Маркса»
- Kein Kompromiß — Kein Wahlbündnis. 1899. — «Без компромісу нема виборчого альянсу»